# 斐茲洛伊島
斐茲洛伊島（Fitzroy Island）是位於澳大利亞昆士蘭州凱恩斯東南29公里處的朱比爾里的大陸性島嶼，是凱恩斯地區的一個行政區。

## 地理
斐茲洛伊島是一個熱帶大陸島，有一片熱帶雨林和自己的邊緣珊瑚礁系統。本島總面積339公頃（838英畝），最高點是海拔375公尺。
斐茲洛伊島距離凱恩斯需搭乘約45分鐘的渡輪，周圍環繞著礁石系統，礁石系統是大堡礁海洋公園的一部分。幾乎所有的大陸島都在斐茲洛伊島國家公園之保護範圍，它被熱帶雨林覆蓋，已經建立了四個步行道。